# Ж
Ж, ж（称呼为 жэ, že，保加利亚语称呼为 жу, žu）是一个广泛用在斯拉夫语言的西里尔字母。

## 字母的次序
在俄语、白俄罗斯语、马其顿语、塞尔维亚语字母中排第8位，在乌克兰语字母中排第9位，在保加利亚语字母中排第7位。

## 音值
通常为 /ʒ/。非斯拉夫语言或读为 /ʒ/, /ʐ/ 或 /dʒ/。

## 字符编码
| 字符编码 | Unicode | ISO 8859-5 | KOI-8 | GB 2312 | HKSCS |
| -------- | ------- | ---------- | ----- | ------- | ----- |
| 大写 Ж   | U+0416  | B6         | F6    | A7A8    | C7FA  |
| 小写 ж   | U+0436  | D6         | D6    | A7D8    | C85C  |

## 参看
- Ž ž、Ʒ ʒ（拉丁字母）
- Zh（二合字母）